# Reichsmusikkammer
La Reichsmusikkammer o Cámara de música del Reich fue una institución nazi que promovía la "buena música alemana", compuesta por arios y vista como coherente con los ideales nazis, mientras que suprimía otra música "degenerada", que incluía música atonal, jazz y música de compositores judíos. Joseph Goebbels y la Reichskulturkammer (Cámara de la Cultura del Reich) fundaron el Instituto en 1933 y funcionó hasta la caída del Tercer Reich en 1945.

## Funciones
Uno de los objetivos principales de la Cámara, era el de exaltar y promover la "buena música alemana", concretamente la de Beethoven, Wagner, Bach, Mozart, Haydn, Brahms, Bruckner y similares, y legitimar culturalmente la supremacía mundial de Alemania. Estos compositores y su música fueron reinterpretados ideológicamente para ensalzar las virtudes alemanas y la identidad cultural.
La música y los compositores que no cayeron en la definición de la RMK de "buena música alemana" quedaron en desuso y luego fueron prohibidos. La Cámara proscribió a varios grandes compositores del pasado, incluidos los compositores judíos de nacimiento Mahler, Mendelssohn y Schoenberg, y también Debussy, que se había casado con una judía. La música de compositores políticamente disidentes como Alban Berg también fue prohibida. Y los compositores cuya música había sido considerada como sexualmente sugestiva o salvaje, como Hindemith, Stravinsky y similares, fueron denunciados como "degenerados" y su música prohibida.
El jazz y la música swing fueron vistos como degenerados y prohibidos. El jazz fue etiquetado como Negermusik ("Música negra"), y la música swing estuvo asociada con varios directores y compositores judíos como Artie Shaw y Benny Goodman. También fueron perseguidos los compositores judíos Tin Pan Alley, Irving Berlin y George Gershwin.

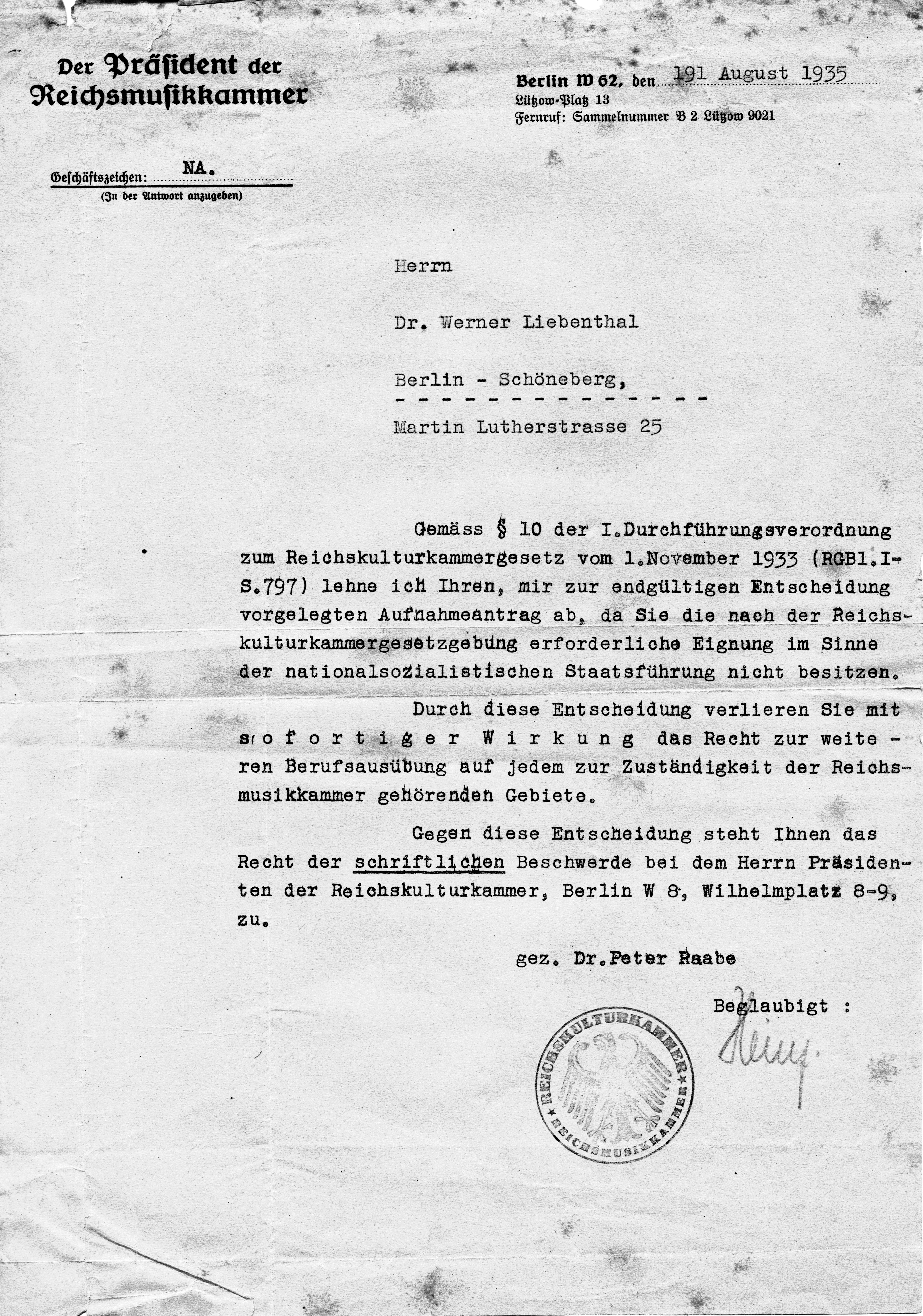
Decreto de la Reichsmusikkammer al músico berlinés Werner Liebenthal dictando el cese inmediato de su actividad profesional (1935).

La Reichsmusikkammer también funcionó como un gremio de músicos, con compositores, intérpretes, directores, maestros y fabricantes de instrumentos obligados a unirse para seguir o continuar una carrera en la música. La membresía podría ser denegada por motivos de raza o política. Decenas de compositores, letristas y músicos fueron arruinados o forzados al exilio por una razón u otra (a menudo política o racial) o por no cumplir ni adherirse a los estándares de la RMK. La carrera, por ejemplo, del popular compositor de operetas Leon Jessel fue destruida por la Cámara cuando promovió el boicot a su música, y finalmente fue prohibida.

## Personal
Aunque Joseph Goebbels y otros nazis de alto nivel en la Reichskulturkammer básicamente controlaban la RMK, nombraron a varios presidentes y vicepresidentes; Al principio, esto se debió principalmente a las relaciones públicas y al prestigio de la Cámara de la Música.

### Presidente
Debido a su fama internacional, Richard Strauss, aunque en privado era un crítico con los nazis, fue nombrado como presidente de la Reichsmusikkammer en noviembre de 1933. Las razones de Strauss para aceptar el puesto fueron principalmente proteger a su nuera judía y a sus nietos judíos, y preservar y conservar la música de compositores prohibidos como Mahler, Debussy y Mendelssohn. Fue despedido de su cargo en junio de 1935, cuando la Gestapo interceptó una carta dirigida a su libretista judío Stefan Zweig, crítico con los perfiles raciales nazis.
Peter Raabe fue nombrado presidente tras el despido de Strauss. Durante gran parte de su mandato como presidente, Raabe no fue el único líder con respecto a la cultura musical en el Reich: en 1936, Goebbels nombró a Heinz Drewes, entonces director general de música de Altenburg, para dirigir un departamento de música en el Ministerio del Reich para la Ilustración Pública y Propaganda, lo que resultó en una confusión y roles enredados. Raabe intentó renunciar en 1938, pero su renuncia no fue aceptada, y sirvió hasta el final del Reich en 1945.

### Vicepresidente
El famoso director de orquesta Wilhelm Furtwängler fue nombrado vicepresidente de la Cámara en 1933. Sin embargo, se negó a adherirse a la prohibición de Mathis der Maler de Hindemith y renunció en 1934 por condenar el antisemitismo.
Paul Graener fue nombrado vicepresidente tras la renuncia de Furtwängler. Dimitió en 1941.